# Doma (arquitectura)

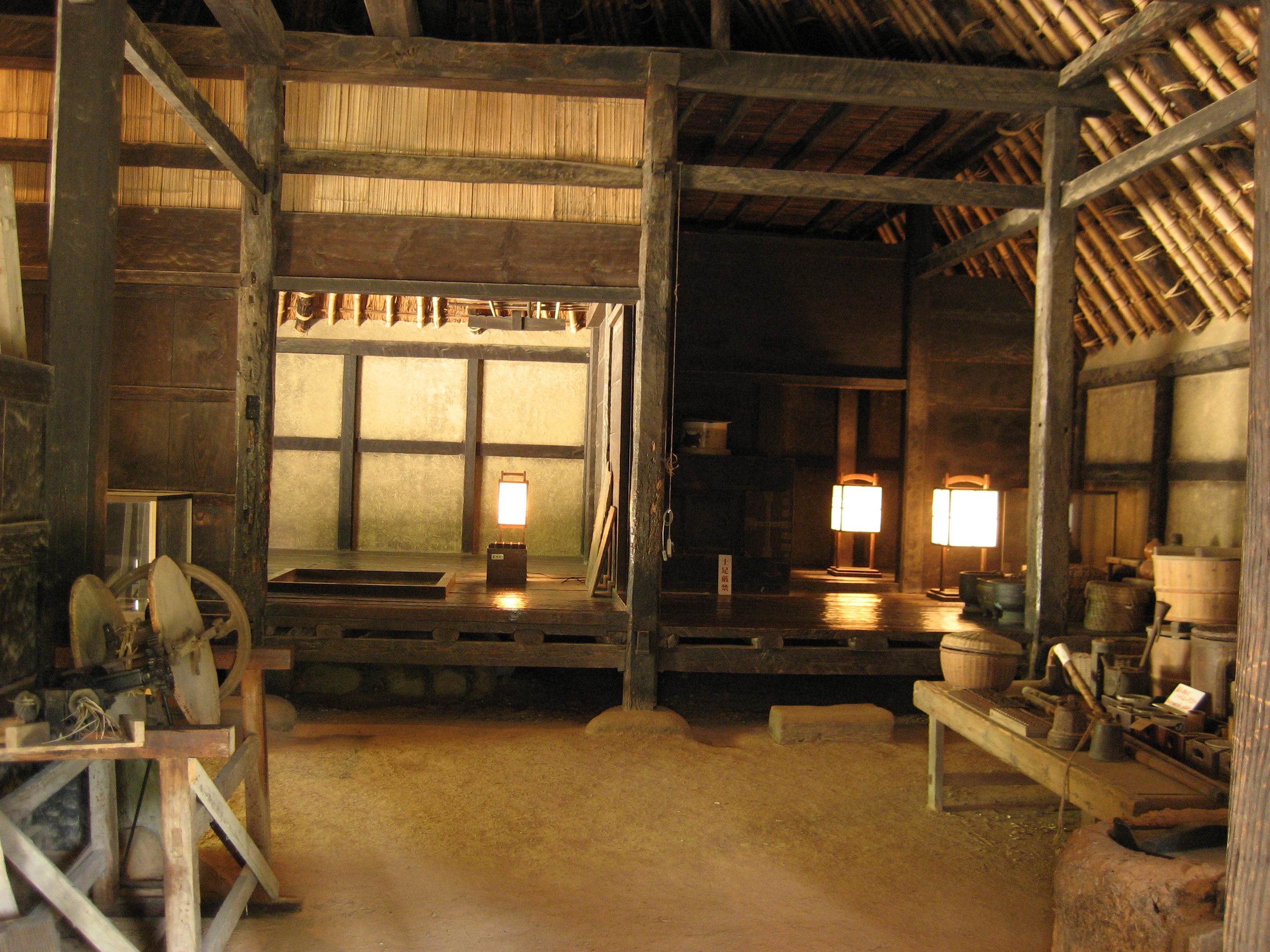
Espai doma en un interior domèstic japonès

La doma (en japonès 土間 doma, literalment 'espai amb el terra de terra') és una zona a nivell del carrer o de l’exterior, situat a l'entrada d'una casa tradicional japonesa i que consta d'un terra de terra. Serveix de transició entre l'exterior i l'interior de la casa. A la doma se l'anomena "el lloc que fa que l'interior sigui com un camp".

## Funció
En el passat, la doma servia per emmagatzemar escalfadors anomenats kamado. Tanmateix, com que coses tals com extreure aigua i cuinar els aliments s'havien de fer fora de casa, també jugava el paper de cuina, al ser un entremig entre l'espai interior i l’exterior. Com que la doma tenia un terra de terra, cuinar o mantenir-hi un escalfador minimitzava el risc d'incendi.
La doma també era utilitzada com a taller per pagesos, pescadors i fusters. Fer aquestes coses a l'interior de la casa podria embrutar la casa, però tenia avantatges perquè podia ploure o la llum era feble. Per tant, la doma era un lloc molt adequat per a aquest tipus de treball. A més, era més fàcil netejar la doma quan s'embrutava que no pas un espai exterior.

## L'època moderna
Avui en dia, la majoria de cases al Japó són d'estil occidental, malgrat que tinguin sovint una habitació amb tatamis, de manera que la doma és infreqüent. Però es pot veure sovint a les cases i botigues antigues. En els darrers temps, algunes cases modernes incorporen la doma com a cobert de bicicletes.
A l'arquitectura japonesa contemporània la doma s'ha reivindicat des de diverses posicions, bé sigui com a reminiscència gairebé nostàlgica, bé sigui com a element capaç de renovar la percepció de l'espai domèstic per part dels ciutadans actuals. Un exemple d'aquesta aproximació moderna és la de l'arquitecte Kazuo Shinohara, que en diversos dels seus projectes va reivindicar la doma com element contemporani capaç de ser incorporat a la vida actual.